# هانو رایانیمی (بازیکن فوتبال)
هانو رایانیمی (فنلاندی: Hannu Rajaniemi; ۱۵ سپتامبر ۱۹۵۳ – ۲۹ اوت ۲۰۰۸) بازیکن فوتبال اهل فنلاند بود.
وی همچنین در تیم ملی فوتبال فنلاند بازی کرده‌است.